# Peter A. Smith
Peter A. Smith (* 22. Dezember 1963) ist ein englischer Badmintonspieler. 

## Karriere
Peter Smith siegte 1990 bei den Portugal International sowohl im Herrendoppel als auch im Herreneinzel. 1992 belegte er bei den Irish Open Rang drei im Einzel. Bei der Badminton-Weltmeisterschaft 1993 wurde er 33. im Herreneinzel.

## Sportliche Erfolge
| Saison | Veranstaltung          | Disziplin    | Platz | Name                        |
| ------ | ---------------------- | ------------ | ----- | --------------------------- |
| 1990   | Portugal International | Herrendoppel | 1     | Peter Smith / Nitin Panesar |
| 1990   | Portugal International | Herreneinzel | 1     | Peter Smith                 |
| 1992   | Irish Open             | Herreneinzel | 3     | Peter Smith                 |